# Manglobe
Manglobe Inc. (яп. 株式会社マングローブ, Kabushiki-gaisha Mangurōbu, стилізовано як manglobe INC.) — японська анімаційна студія, заснована у 2002 році, з головним офісом у районі Суґінамі, Токіо. Збанкрутувала у 2015 році.
Студія відома насамперед завдяки власним оригінальним роботам, таким як: «Самурай Чамплу», «Ерго Проксі» та «Michiko to Hatchin».

## Історія
Компанія заснована 7 лютого 2002 року продюсерами Кобаяші Шінічіро та Кочіямою Такаші з компанії Sunrise. Першою роботою студія став ONA-серіал Trip Trek у 2003 році. Стала відомою завдяки створенню власних оригінальних робіт, таких як: «Самурай Чамплу», «Ерго Проксі» та «Michiko to Hatchin». Наступні роботи, за винятком аніме-серіалу «Samurai Flamenco», мали в основі твори інших авторів. Студія часто співпрацювала з компаніями Bones та Xebec.
На жовтень 2013, кінець податкового року, компанія звітувала про дохід близько 1 017 млн єн. Втім, на жовтень 2014, кінець наступного податкового року, як зазначалося пізніше у звіті компанії, через конкуренцію дохід компанії зменшився на близько 460 млн єн. Надалі фінансове становище компанії лише погіршилося.

### Банкрутство
30 серпня 2015 року компапнія подала заяву про своє банкрутство. Станом на 29 вересня 2015 року студія припинила свою діяльність. Борг компанії складав близько 350 млн єн. Вебсайт «Manglobe» був закритий перед оголошенням про банкрутство. Зазначалося, що компанія була неплатоспроможною вже певний час і шукала способи погасити свої борги. Офіційно процедуру банкрутства продовжили розглядати у Токійському окружному суді 4 листопада 2015 року. Уточнений борг «Manglobe» склав 544,5 млн єн (близько 4,43 млн $) перед 237 сторонами.
На новину про закриття студії відреагував Вакакі Тамікі, автор манґи «Kami nomi zo Shiru Sekai», за якою компанія створила три телевізійні сезони та три OVA. Вакакі висловив свій жаль щодо закриття «Manglobe», заявивши, що він має тільки гарні про неї спогади. Виробництво останньої роботи студії, анімаційного фільму «Genocidal Organ», вихід якого був запланований на 13 листопада 2015 року, було призупинене. Пізніше роботу над фільмом продовжила новостворена студія Geno Studio.

## Керівництво
До ради директорів входили:
| Посада                | Особа            |
| --------------------- | ---------------- |
| Президент та CEO      | Кобаяші Шінічіро |
| Керуючий директор     | Кочіяма Такаші   |
| Корпоративний аудитор | Матуока Тору     |

## Роботи

### Телевізійні аніме-серіали
| Рік  | Заголовок                                            | Примітки                   |
| ---- | ---------------------------------------------------- | -------------------------- |
| 2004 | Самурай Чамплу                                       | [ 1 ] [ 12 ] [ 13 ] [ 14 ] |
| 2006 | Ерго Проксі                                          | [ 1 ] [ 12 ] [ 13 ] [ 14 ] |
| 2008 | Michiko to Hatchin                                   | [ 12 ] [ 1 ] [ 14 ]        |
| 2009 | Seiken no Blacksmith                                 | [ 12 ] [ 1 ] [ 14 ]        |
| 2010 | Sarai-ya Goyō                                        | [ 12 ] [ 1 ] [ 14 ]        |
| 2010 | Kami nomi zo Shiru Sekai                             | [ 12 ] [ 1 ] [ 14 ]        |
| 2011 | Deadman Wonderland                                   | [ 12 ] [ 1 ] [ 14 ]        |
| 2011 | Kami nomi zo Shiru Sekai II                          | [ 12 ] [ 1 ] [ 14 ]        |
| 2011 | Mashiroiro Symphony: The Color of Lovers             | [ 12 ] [ 1 ] [ 14 ]        |
| 2011 | Natsu-iro Surprise                                   | [ 14 ]                     |
| 2011 | Nonstop!! Hunters                                    | [ 14 ]                     |
| 2012 | Hayate the Combat Butler: Can't Take My Eyes Off You | [ 12 ] [ 1 ] [ 14 ]        |
| 2012 | Shinken Semi Koukou Kouza                            | [ 14 ]                     |
| 2013 | Hayate the Combat Butler: Cuties                     | [ 12 ] [ 1 ] [ 14 ]        |
| 2013 | Unlimited Psychic Squad                              | [ 12 ] [ 1 ] [ 14 ]        |
| 2013 | Karneval                                             | [ 1 ] [ 14 ]               |
| 2013 | Kami nomi zo Shiru Sekai: Goddesses                  | [ 14 ]                     |
| 2013 | Samurai Flamenco                                     | [ 14 ]                     |
| 2015 | Ґенґста                                              | [ 14 ]                     |

### Анімаційні фільми
| Рік  | Заголовок                                            | Примітки      |
| ---- | ---------------------------------------------------- | ------------- |
| 2011 | Hayate the Combat Butler! Heaven Is a Place on Earth | [ 12 ] [ 14 ] |

### OVA
| Рік  | Заголовок                                          | Прим.         |
| ---- | -------------------------------------------------- | ------------- |
| 2010 | Dante's Inferno: An Animated Epic                  | [ 14 ]        |
| 2010 | Kami nomi zo Shiru Sekai                           | [ 14 ]        |
| 2011 | Kami nomi zo Shiru Sekai: Yonin to aidoru          | [ 12 ] [ 14 ] |
| 2011 | Deadman Wonderland: Red Knife Wielder              | [ 14 ]        |
| 2012 | Kami nomi zo Shiru Sekai: Tenri-hen                | [ 12 ] [ 14 ] |
| 2013 | The World God Only Knows: Magical Star Kanon 100 % | [ 14 ]        |
| 2014 | Hayate the Combat Butler                           | [ 14 ]        |

### ONA
| Рік  | Заголовок | Прим.        |
| ---- | --------- | ------------ |
| 2003 | Trip Trek | [ 14 ] [ 6 ] |